# 派耶爾島

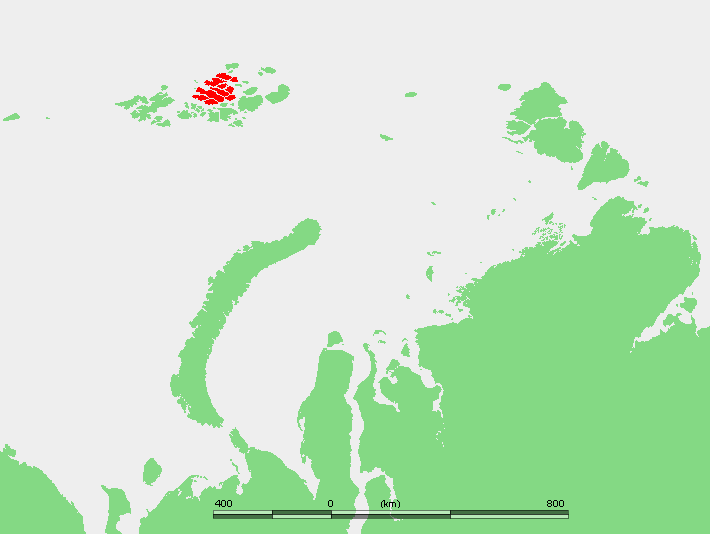

派耶爾島是俄羅斯的島嶼，屬於法蘭士約瑟夫地群島的一部分，位於傑克遜島以南，由阿爾漢格爾斯克州負責管轄，該島長20公里、寬12.5公里，面積152平方公里，海岸線長度56公里，最高點海拔高度452米。
81°08′N 57°30′E / 81.133°N 57.500°E